# Crepidium langkawiense
Crepidium langkawiense är en orkidéart som först beskrevs av Gunnar Seidenfaden och Jeffrey James Wood, och fick sitt nu gällande namn av Dariusz Lucjan Szlachetko. Crepidium langkawiense ingår i släktet Crepidium, och familjen orkidéer. Inga underarter finns listade i Catalogue of Life.